# Stella Heiß
Stella Heiß (Colonia, 15 de enero de 1993) es una deportista alemana que compitió en curling.
Ganó una medalla de oro en el Campeonato Mundial de Curling Femenino de 2010 y una medalla de oro en el Campeonato Europeo de Curling Femenino de 2010.
Participó en los Juegos Olímpicos de Vancouver 2010, ocupando el sexto lugar en la prueba femenina.

## Palmarés internacional
| Campeonato Mundial | Campeonato Mundial     | Campeonato Mundial | Campeonato Mundial |
| Año                | Lugar                  | Medalla            | Prueba             |
| ------------------ | ---------------------- | ------------------ | ------------------ |
| 2010               | Swift Current (Canadá) | Medalla de oro     | Equipo             |
| Campeonato Europeo |                        |                    |                    |
| Año                | Lugar                  | Medalla            | Prueba             |
| 2009               | Aberdeen (Reino Unido) | Medalla de oro     | Equipo             |